# Thomas Owen
Thomas Owen, noto anche con lo pseudonimo di Stéphane Rey o ST-Rey (vero nome Gérald Bertot; Lovanio, 22 luglio 1910 – Bruxelles, 2 marzo 2002), è stato uno scrittore belga d’espressione francese.
Con Jean Ray e Gérard Prévot fa parte dei grandi autori fantastici della Scuola Belga del Bizarro. Le sue opere principali sono La cave aux crapauds, Pitié pour les ombres e Cerimoniale notturno.

## Biografia
Nel novembre del 1933 sposa Juliette Ardies, dalla quale avrà due figli. Dopo gli studi di giurisprudenza diventa direttore del Moulin des Trois Fontaines, à Vilvorde dove rimarrà per quarantatré anni, durante i quali sarà anche presidente dei Mugnai belgi, e del Groupement des Associations meunières della CEE. Attirato dal surrealismo, diventa critico d’arte per La Libre Belgique e L'Écho con lo pseudonimo di Stéphane Rey.
Arruolato nel 1939, scappa alla deportazione che segue alla caduta del governo belga.
Il suo incontro con Stanislas-André Steeman dà il via alla sua carriera di scrittore, incoraggiandolo a scrivere romanzi polizieschi, genere poco disponibile all’epoca. Pubblica diversi racconti e romanzi dal 1941 al 1943 caratterizzati da uno humor molto feroce che attirano su di lui l’attenzione della critica.
Passa poi alla letteratura fantastica, è proprio grazie a questi racconti dello spavento che otterrà l’apprezzamento del grande pubblico. I suoi racconti fantastici trascinano in un universo in perpetua collisione con l’orrore e l’irrazionale.
Amico di Jean Ray, che inserisce come co-protagonista del racconto Au cimetière de Bernkastel, scriverà molti articoli per la rivista Bizarre.
Nel 1976 viene accolto dall’Académie royale de langue et de littérature françaises de Belgique.

## Opere

### Come Stéphane Rey
- 1941: Gordon Oliver mène l'enquête (Les Heures bleues N°13)
- 1941: Ce soir, 8 heures (A. Beirnaerdt - Le Jury N°16)

### Come Thomas Owen
- 1942: Destination Inconnue (A. Beirnaerdt - Le Jury N°28)
- 1942: Un crime "swing (A. Beirnaerdt - Le Jury N°36)
- 1942: Le Nez de Cléopâtre (A. Beirnaerdt - Le Jury N°42)
- 1942: Duplicité, avec Elie Lanotte (Le Sphinx)
- 1942: L'Initiation à la peur (Les Auteurs Associés)
- 1943: Les Espalard (De Kogge)
- 1943: Les Chemins étranges (De Kogge) - (NéO, 1985) - (Lefrancq, 1996)
- 1943: Hötel meublé (Les Auteurs Associés) - (Walter Beckers, 1973)
- 1944: Le Livre Interdit (De Kogge) - (Le Cri Vander, 1982)
- 1945: Les Invités de 8 heures (Meddens & Co)
- 1945: La Cave aux crapauds (La Boétie) - (Marabout, 1963 et 1974) - (NéO, 1986) - (Lefrancq, 1997) - (La Renaissance du Livre, 2000)
- 1948: Portrait d'une dame de qualité (Les Argonautes)
- 1950: Le Jeu secret (La Renaissance du Livre) - (La Renaissance du Livre, 2000) - (Luc Pire/Espace Nord, 2008)
- 1958: Le Coffret (L'Atelier du Livre)
- 1961: Pitié pour les ombres (La Renaissance du livre) - (Marabout, 1973) - (Lefrancq, 1996)
- 1966: Cérémonial nocturne (Marabout) - (NéO, 1986) - (Lefrancq, 1996)
- 1970: La Truie (Marabout) - (Labor, 1987)
- 1975: Le Rat Kavar (Marabout, 1975)
- 1976: Les Maisons suspectes (Éditions Jacques Antoine) - (Marabout, 1978)
- 1980: Le Livre noir des merveilles  (Casterman)
- 1982: Les Grandes personnes  (La Rose de Chêne) - (La Renaissance du Livre, 2000)
- 1983: Les Chambres secrètes (Éditions Delta)
- 1984: Les Fruits de l'orage (Éditions Lorelei)
- 1984: Les Sept péchés capitaux (Éditions Jacques Antoine)
- 1990: Carla hurla (La Rose de Chêne)
- 1990: Le Tétrastome (Lefebvre & Gillet, 1988) - (Bernard Gilson/Pré aux sources, 1990) - (La Renaissance du Livre, 2000)
- 1994: La Ténèbre (Lefrancq)
- 1998: Contes à l'encre de la nuit (Labor)
- 2011: La Porte oblique et autres secrets (Murmure des soirs)
- 2011: Cerimoniale notturno (Agenzia Alcatraz)

## Prefazioni
- Jean-Louis Monod, L'Appel, Yverdon-les-Bains, éd. des Egraz, 1973.
- Mariette Salbeth, Tarot images, Bruxelles, éd. La Cagouille, 1987.